# آکیرا فوجیوارا
فوجیوارا آکیرا (به ژاپنی: 藤原 彰, Fujiwara Akira); ۲ ژوئیهٔ ۱۹۲۲ – ۲۶ فوریهٔ ۲۰۰۳) تاریخ‌نگار، و پرسنل نظامی اهل ژاپن بود. تخصص علمی وی تاریخ مدرن ژاپن بود و استاد برجسته دانشگاه دانشگاه هیتوتسوباشی بود. در سال ۱۹۸۰ به عضویت شورای علمی ژاپن درآمد و رئیس سابق انجمن علوم تاریخی ژاپن بود.